# Paul Luther (Mediziner)

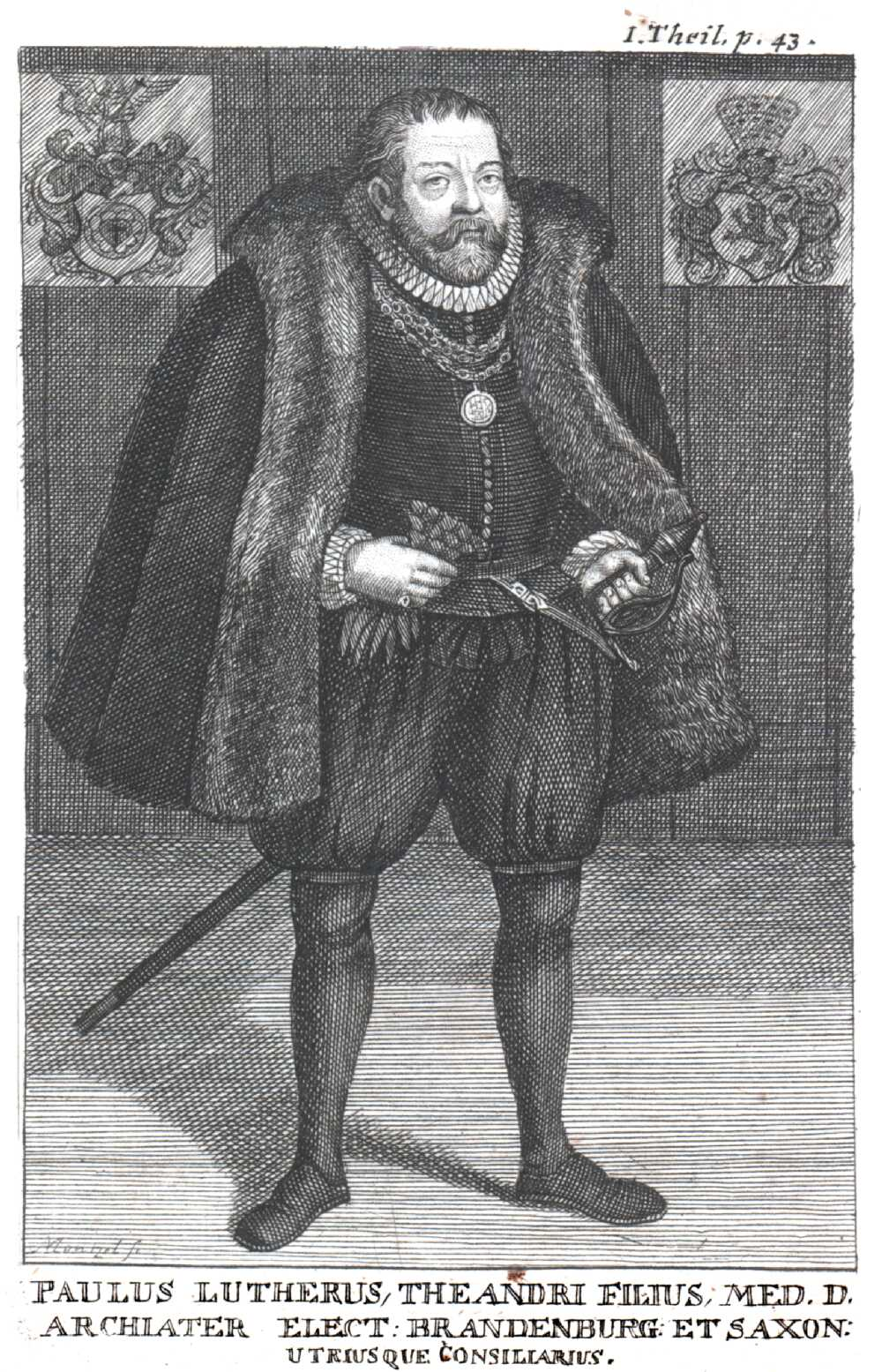
Paul Luther, Holzschnitt

Paul Luther (* 28. Januar 1533 in Wittenberg; † 8. März 1593 in Leipzig) war ein deutscher Mediziner und Leibarzt des Herzogs von Sachsen.

## Leben

### Frühes Leben und Bildungsweg
Paul Luther wurde am 28. Januar 1533 in Wittenberg als fünftes Kind des Reformators Martin Luther und Katharina von Bora geboren.
Anfänglich widmete sich Paul dem Studium der griechischen und lateinischen Sprache unter der Anleitung von Philipp Melanchthon und Veit Winsheim. Im Alter von zwölf Jahren verlor er seinen Vater. Die Pflege seines sterbenden Vaters und Melanchthons Rat führten zu seinem Entschluss, Medizin zu studieren. Diesen Weg schlug er 1543 ein, als er zusammen mit seinem Bruder an der Universität Wittenberg immatrikuliert wurde, wobei es sich aufgrund seines jungen Alters noch nicht um ein reguläres Studium handeln konnte. Der bescheidene Nachlass seines Vaters betrug nur 1.250 fl. und war auf fünf Kinder aufzuteilen. Im Alter von neunzehn Jahren, am 20. Dezember 1552, verlor er auch seine Mutter.
Nur die Heirat mit Anna Warbek am 5. Februar 1553, der Tochter des Hofrats und Vizekanzlers Veit von Warbek, ermöglichte ihm den weiteren Verbleib an der Universität und den Abschluss seines Studiums. Unter dem Vorsitz von Dekan Jacob Milich erhielt er am 29. Juli 1557 die medizinische Doktorwürde Oratio de pulmone et discrime arteriae tracheae et oesophagi; [Luther: De aporismo sexto patris II.] Seine Antrittsrede De Arte medica et cura tuenda valetudinis legte den Grundstein für seine akademische Laufbahn und betonte den ursprünglichen Wunsch seines Vaters, dass er Medizin studieren solle, eine Entscheidung, die Martin Luther nicht unterstützt, aber gebilligt hatte.
Am 8. Dezember 1558 trat Paul Luther eine Stelle als Professor für Medizin an der neu gegründeten Universität Jena an, zu der er von den Söhnen des verstorbenen Herzogs Johann Friedrich des Großmütigen (1503–1554) berufen wurde.

### Tätigkeit als Leibarzt
Im Jahr 1560 nahm er die Stelle des Leibarztes bei Johann Friedrichs II. von Sachsen in Gotha an. Diese Entscheidung wurde durch theologische Streitigkeiten zwischen Victorin Strigel und dem Calvinisten Matthias Flacius beeinflusst. Dort verblieb Luther bis zur Gefangennahme Johann Friedrichs II. durch den sächsischen Kurfürsten August im April 1567, was ihn zwang, Gotha zu verlassen.
Nach seiner Zeit in Sachsen fand Paul Luther Aufnahme am brandenburgischen Hof des Kurfürsten Joachim II., wo er bis zum Tod des Kurfürsten am 3. Januar 1571 diente. Luther gelang es 1569, den Kurfürsten von einer schweren Krankheit zu heilen, wofür er mit zwei goldenen Medaillen und einer Geldsumme belohnt wurde. Zusätzlich zu seiner Rolle als Leibarzt wurde er vom Kurfürsten zum Rat ernannt.
Danach wurde er Leibarzt des Kurfürsten August von Sachsen und dessen Nachfolgers Christian I. in Dresden. Seine letzte Anstellung in Kursachsen begann am 20. Juli 1571 und war bis auf Widerruf mit einem Kündigungsrecht von sechs Monaten für beide Parteien versehen. Luther hatte sich regelmäßig am Hof einzufinden und war nicht nur für die herzogliche Familie, sondern auch für die Räte und das Hofgesinde zuständig. Für seine Dienste erhielt er ein Gehalt von 460 fl. 16 gr., ausgezahlt in vier Raten, zuzüglich 44 fl. für den Hauszins, was auf eine Wohnstätte abseits des Hofes hinweist.

### Rückzug nach Leipzig und späte Jahre
Im Jahr 1587 zog er sich aufgrund der damaligen Unruhen um die Kryptocalvinisten und Meinungsverschiedenheiten vom Hofe nach Leipzig zurück. Am 24. Mai 1586 wurde er zwar formal zum Leibarzt von Hause aus bestellt, es ist jedoch nicht eindeutig dokumentiert, wo er zu dieser Zeit lebte. Für seine Dienste erhielt er ein Gehalt von 200 Florin, um die fürstliche Familie medizinisch zu betreuen, zusätzlich konnte der Kurfürst ihm die Behandlung weiterer Personen übertragen. Die Verpflegung am Hof wurde ihm zugesichert, doch Angaben zu kostenlosen Transportmitteln für seine Reisen fehlen.
Trotz seines Rückzugs blieb Luther bis 1589 Leibarzt von Kurfürst Christian I. von Sachsen. Nach dem Tod von Christian I. im Jahr 1591 versuchte Herzog Friedrich Wilhelm als Vormund der unmündigen Kinder des verstorbenen Kurfürsten, Luther erneut als Leibarzt nach Dresden zu holen. Luther lehnte jedoch ab und bevorzugte den Verbleib in Leipzig, eine Stadt, die für ihre orthodoxe theologische Ausrichtung bekannt war und von den Theologen Nicolaus Selnecker und Georg Weinrich beeinflusst wurde.
Im Jahr 1592 wurde Paul Luther erneut zum kurfürstlichen Leibarzt berufen. Herzog Friedrich Wilhelm, der Verweser des neuen, noch minderjährigen Kurfürsten Christian II., gewährte ihm eine lebenslange Pension von 300 Florin ab dem letzten Quartal Trinitatis für seine Dienste. Diese Berufung schien mehr eine Form der Pensionierung zu sein, da nicht klar ist, in welchem Umfang seine ärztlichen Dienste tatsächlich in Anspruch genommen wurden.

### Tod und Vermächtnis
Am 8. März 1593 verstarb Paul Luther in Leipzig. Er hinterließ ein beträchtlich vermehrtes Vermögen im Vergleich zu seinem Vater, Martin Luther. Während Martin Luthers Nachlass lediglich 1.250 Florin betrug, die unter seinen fünf Kindern aufgeteilt wurden, konnte Paul ein Vermögen von etwa 1.750 Florin pro Kind akkumulieren. Diese erhebliche Steigerung des Vermögens, fast das Achtfache des elterlichen Erbes, unterstreicht Paul Luthers finanziellen Erfolg und seine Fähigkeit, die familiären finanziellen Verhältnisse während seiner Lebenszeit wesentlich zu verbessern.

## Wirken

### Medizinische und Alchemistische Praxis
Paul Luther hatte das Interesse an Heilmitteln von seiner Mutter Katharina von Bora übernommen. Er entwickelte verschiedene Medikamente, darunter „Unguentum ex nitro“, „Magistrum perlarum“, „Magistrum collorum“ und „Aurum potabile“, die in die sächsischen Apotheken aufgenommen wurden, sowie eine Salpeter-Salbe und Destillate und Veraschungen von Perlen und Korallen. Diese Arzneimittel basierten auf unterschiedlichen Destillationsverfahren und fanden Anwendung in der Behandlung verschiedener Beschwerden, einschließlich der Heilung des Kurfürsten August, nachdem herkömmliche Methoden gescheitert waren.
Neben seiner Tätigkeit als Arzt widmete er sich der Erzkunde, der Spagyrik (Scheidung zur Verwandlung der Erze) und verfolgte ebenso eine intensive alchemistische Praxis. Er beaufsichtigte den Betrieb von Destillierhäusern in Annaberg, Torgau, Dresden und Stolpen, die von Kurfürstin Anna errichtet wurden.
Sein spezielles Interesse galt der Herstellung von Gold durch alchemistische Verfahren, wobei er in seinen Schriften die Herstellung von Gold durch Berührung mit einem speziellen Goldpulver beschrieb. Diese Forschungen stellten einen Versuch dar, durch alchemistische Prozesse Metalle in wertvollere Substanzen zu transformieren, ein verbreitetes Ziel der Spagyrik in dieser Zeit.

## Familie
Eine seiner Taufpatinnen war Margarethe Thommel, die Ehefrau des Medizinprofessors Caspar Lindemann (1485–1536).
Paul Luther war seit dem 5. Februar 1553 in Torgau mit Anna († 15. Mai 1586 in Dresden), der Tochter des Hofrates Veit von Warbeck, verheiratet. Aus dieser Ehe entstammten sieben Kinder:
- Paul Luther (* um 1553; † 23. Februar 1558 in Wittenberg)
- Margarete Luther (* 1555) verheiratet 1570 mit dem Möllenvoigt in Magdeburg Simon Gottsteig († 1597)
- Johann Ernst Luther (* 24. August 1560; † 30. November 1637) Domherr und Senior des kurfürstlichen sächsischen Stifts in Zeitz, verheiratet 1610 mit Martha Blumenstengel
- Johann Friedrich Luther (* 1562 in Gotha; † 26. Januar 1599 in Arnsfeld)
- Anna Luther (* 1564) verh. 15. November 1584 mit Nicolaus Freiherr Marschall von Bieberstein in Oberschaar
- Johann Joachim Luther (* 3. April 1569 in Berlin; † 21. März 1600 in Jena)

Ein weiterer Sohn namens Martin Luther wurde 1568 geboren. Dessen Nachkommen setzten die medizinische Tradition der Familie fort. Martins Sohn, Georg Luther (1602–1681), heiratete Magdalena und deren Sohn, Simon Luther (1645–1677), war Lehrer in Erfurt und verheiratet mit Martha Maria Hirschfeld. Deren Sohn, Lautertius Theophilus Luther (1677–1737), war Chemie- und Medizinprofessor in Erfurt und heiratete Anna Dorothea Sterl (* 1688). Ihr Sohn, Johann Melchior Luther (1725–1788), war ebenfalls Medizinprofessor in Erfurt und heiratete Margarethe Maria Wagner (1724–1793).

## Werke
- Oratio de arte medica et cura tuendae valetudinis. 1558
- Medizinische Abverfarien